# Лиманское (Херсонская область)
Лиманское (укр. Лиманське) — село в Лазурненской поселковой общине Скадовского района Херсонской области Украины.
Население, по переписи 2001 года, составляло 295 человек. Почтовый индекс — 75721. Телефонный код — 5537. Код КОАТУУ — 6524780502.

## Местный совет
75721, Херсонская обл., Скадовский р-н, с. Владимировка, ул. Советская, 26